# Китайско-центральноафриканские отношения
Китайско-центральноафриканские отношения — двусторонние дипломатические отношения между Китайской Народной Республикой (КНР) и Центральноафриканской Республикой (ЦАР).

## История
29 сентября 1964 года были установлены дипломатические отношения между Китайской Народной Республикой и Центральноафриканской Республикой, что последовало после разрыва отношений правительства ЦАР с Китайской Республикой (Тайвань). В 1966 году к власти в ЦАР пришел президент Жан-Бедель Бокасса, который вновь установил дипломатические отношения с Тайванем и разорвал контакты с Пекином. В 1976 году Жан-Бедель Бокасса стал императором и вновь установил дипломатические отношения с КНР. В 1991 году президент ЦАР Андре Колингба признал китайское правительство в Тайбэе, а его преемник Анж-Феликс Патассе в 1998 году объявил об установлении дипломатических отношений с Китайской Народной Республикой. С 1998 года КНР оказывает значительную финансовую помощь ЦАР, включая подготовку врачей и инженеров-строителей. В 2000-х годах объём товарооборота между КНР и ЦАР возрос, а в 2009 году президент ЦАР Франсуа Бозизе призвал КНР увеличить объём инвестиций в страну.
В 2013 году посольство КНР в Банги временно приостановило деятельность после свержения повстанцами президента Франсуа Бозизе и последующей за этим гражданской войны, но в 2016 году посольство снова было открыто. С 2017 года послом КНР в Центральноафриканской Республике является Ма Фулин.

## Экономическое сотрудничество
В 2000 году прошел первый Форум сотрудничества Китай-Африка по результатам которого правительство КНР оказала Центральноафриканской Республике финансовую помощь на сумму 152 млн. долларов США. Китайская Народная Республика осуществила в ЦАР несколько проектов:
- предоставила кредит в размере 67,4 млн. долларов США от Эксим банка Китая для развития стационарной и мобильной сети в стране[6].
- профинансировала строительство стадиона на 20 000 мест в Банги[7].
- аннулировала долг ЦАР перед КНР в размере 11,4 млн. долларов США[8].

## Военная помощь
В 2018 году инструкторы КНР тренировали полицию и республиканскую гвардию ЦАР.